# Гэнко-ёси
Гэнко-ёси (яп. 原稿用紙 гэнко: ё:си) — японская линованная бумага для письма. На ней размечены квадраты, обычно 200 или 400 на лист, причём в один квадрат предполагается поместить один знак японского письма или пунктуации. На гэнко-ёси можно писать любым письменным прибором — карандашом, ручкой, кистью; под лист можно класть подложку «ситадзики» (яп. 下敷き).
В прошлом гэнко-ёси использовалось для любых рукописных работ (эссе, сочинения, новости), однако после распространения компьютеров рукописные тексты стали появляться реже, хотя многие текстовые редакторы до сих пор включают шаблоны «под гэнко-ёси». Несмотря на это, на данном типе бумаги часто пишут учащиеся — школьники младшей и средней ступени должны выполнять на ней свои домашние работы; все экзаменационные задания сдают на ней. Текст на 10 000 знаков занимает 40—45 листов гэнко-ёси.
На некоторых курсах японского как иностранного языка студентов учат использованию гэнко-ёси в рамках обучения вертикальному письму.

## Внешний вид
Гэнко-ёси обычно используется для вертикального письма, однако, повернув лист, можно написать на ней текст и горизонтально. Чаще всего на листе бумаги B4 (250 × 353) помещается две страницы с десятью строками по десять квадратов. Между вертикальными столбцами имеются небольшие промежутки, предназначенные для записи фуриганы и других пометок.
В центре листа находится пустая строчка, позволяющая сгибать лист.

Использование 400-клеточной гэнко-ёси:
1. название в первой колонке, начиная с 4-го квадрата;
2. имя автора во 2-й колонке, между фамилией и именем один пустой квадрат, после имени должен быть ещё один квадрат;
3. первое предложение начинается во 2-м квадрате 3-й колонки; начало каждого абзаца пишется во втором квадрате;
4. подзаголовки пишутся между пустыми колонками, начиная с третьего квадрата;
5. знаки пунктуации занимают целый квадрат, за исключением случаев, когда они начинают строку — в этом случае они вписываются в тот же квадрат, что и предыдущий знак.

## Происхождение
До периода Эдо письмо часто было каллиграфическим, а писали в основном на нелинованных свитках, хотя иногда на бумаге имелись вертикальные линии для облегчения письма. Гэнко-ёси стала широко использоваться в середине периода Мэйдзи, когда стали популярны газеты и журналы, в которых также требовалось точно сосчитать знаки.

## Правила использования
Чаще всего гэнко-ёси используется для вертикального письма справа налево. Таким образом, первая страница находится по правую руку читающего. Название пишется на первой строке, обычно с пропуском двух или трёх квадратов сверху. Имя автора занимает вторую строку, причём под ним остаётся один или два пустых квадрата; между именем и фамилией остаётся пустой квадрат. Первое предложение текста начинается на 3-м или 4-м квадрате.
Каждый абзац начинается пустым квадратом, однако, если первым символом абзаца является открывающая кавычка (в вертикальном тексте выглядящая как ﹁ или ﹃), она помещается в верхний квадрат.
Как и в печатном вертикальном тексте, на гэнко-ёси точки, запятые, сокуон (и другие уменьшенные значки каны) пишутся в верхнем правом углу квадрата. Все пунктуационные знаки, включая скобки и кавычки, а также уменьшенные знаки каны обычно занимают отдельный квадрат, за исключением случаев переноса строки, когда они добавляются в последний квадрат до переноса (также см. правила переноса строк в восточноазиатских языках). Точка, за которой следует закрывающая кавычка, пишется с последней вместе в отдельном квадрате. После неяпонской пунктуации (восклицательный знак, вопросительный знак и пр.) оставляют пустой квадрат. Многоточие и тире занимают два квадрата.
Фуригана записывается справа от транскрибируемого знака.
Слова, фразы и предложения, написанные латиницей, кроме аббревиатур, часто записываются вертикально, повернув страницу на 90° против часовой стрелки.

## Манга
Мангаки и люди смежных профессий пользуются особой разновидностью гэнко-ёси, называемой «манга-гэнко-ёси», разметка на которых печатается тонкими полупрозрачными голубыми линиями. Существует несколько видов разметки, на бумаге разных форматов и плотности.